# Jerome Robbins
Jerome Robbins (New York, 11. listopada 1918. – New York, 29. srpnja 1998.), američki koreograf i redatelj.

## Rani život
Robbins je rođen kao Jerome Wilson Rabinowitz 11. listopada 1918., točno mjesec dana prije završetka  Prvog svjetskog rata, u židovskoj bolnici na Donjem Manhattanu - u četvrti naseljenoj imigrantima. Poznat kao "Jerry", Robbinsu je dato srednje ime koje je reflektiralo patriotizam i entuzijazam njegovih roditelja za tadašnjeg predsjednika. Rabinowitz, međutim, u prijevodu znači "rabinov sin", ime koje Robbins nikad nije volio, jer ga je označavalo kao sina imigranta.
Početkom dvadesetih, obitelj Rabinowitz preselila se u Weehawken, New Jersey. Deset godina prije, Fred i Adele Astaire su ondje kratko živjeli kao djeca, samo ulicu dalje od one u kojoj je djetinjstvo proveo Robbins. Njegov otac i stric otvorili su "Comfort Corset Company", što je bio riskantan potez, ali su imali veze u šou-biznisu, uključujući izvođače u vodviljima i vlasnike kazališta.
Robbins je počeo studirati kemiju na Njujorškom sveučilištu, ali je odustao nakon godinu dana zbog financijskih razloga i počeo plesačku karijeru. Studirao je u New Dance League, učeći balet s Ellom Daganovom, Antonyjem Tudorom i Eugeneom Loringom; moderni ples; španjolski ples s proslavljenom Helen Veola; folk ples s Yeichijem Nimurom; i plesnu kompoziciju s Bessie Schoenberg.

## Karijera
Robbins je većinu karijere proveo u baletu i na Brodwayu. Živio je u svijetu suradnika sličnih nazora, većinom iste dobi, Židova, Njujorčana, ljevičara i - među muškarcima - homoseksualaca.

### 1930-te i 1940-te
1939. je Robbins plesao u zboru u broadwayskim produkcijama kao što su Great Lady, The Straw Hat Revue i Keep off the Grass koje je koreografirao George Balanchine. Plesao je i koreografirao na Camp Tamimentu u Poconosu, Pennsylvania. Ondje je izradio koreografije za mnoge dramske komade s kontroverznim temama o rasama, linču i ratu. 1940. je okrenuo leđa (bar privremeno) kazalištu i pridružio se Baletnom kazalištu (kasnije poznatom kao Američko baletno kazalište). Od 1941. do 1944., Robbins je bio solist u družini, zaradivši pohvale za uloge Hermesa u  Heleni Trojanskoj, Moora u Petruški i Benvolija u Romeu i Juliji.
U to se vrijeme brodwayski ples mijenjao. Agnes de Mille ne samo da je unijela balet u Oklahomu!, nego je učinila ples integralnim dijelom drame mjuzikla. Izazvan, Robbins je koreografirao i nastupio u Fancy Free, baletu o mornarima na slobodi, u operi Metropolitan, kao dio sezone Ballet Theatrea 1944. Inspiracija za Fancy Free došla je od slike Paula Cadmusa iz 1934. nazvane The Fleet's In koja je dio Mornarske trilogije. Robbins je predložen za balet temeljen na umjetnini njegova prijatelja, Mary Hunter Wolf.
Oliver Smith, scenograf i suradnik na Fancy Free, poznavao je  Leonarda Bernsteina, pa su se Robbins i Bernstein sastali kako bi radili na glazbi. To će biti prva od nekoliko njihovih suradnji. Fany Free postigao je veliki uspjeh.
Kasnije te godine, Robbins se dosjetio i koreografirao mjuzikl On The Town (1944.), djelomično inspiriran Fancy Free, a koji je uspješno lansirao njegovu karijeru na Broadwayu. Bernstein je ponovno skladao glazbu, a Smith postavio scenografiju. Njegov sljedeći mjuzikl bio je Djevojka od milijardu dolara (1945.).

### 1950-te
Tijekom ovog perioda, Robbins je nastavio stvarati plesove za Ballet Theatre, izmjenjujući se između mjuzikla i baleta dobar dio sljedeća dva desetljeća. Ne bi ni godina prošla bez Robbinsova novog baleta i mjuzikla. S Georgeom Balanchineom je koreografirao Jones Beach u City Center Theatreu 1950., a režirao je i koreografirao Call Me Madam  Irvinga Berlina, s Ethel Merman.
Robbins je 1951. kreirao proslavljene plesne sekvence u mjuziklu Rodgersa i Hammersteina Kralj i ja. Iste godine je osmislio Kavez za Njujorški balet, s kojim je sada bio povezan.
Surađivao je s Georgeom Abbottom na The Pajama Game (1954.), mjuziklu koji je lansirao karijeru Shirley MacLaine, radio na Petru Panu Mary Martin iz 1955., i režirao i surađivao na koreografiji (s  Bobom Fosseom) na Zvona zvone (1956.), s Judy Holliday. 1957. je osmislio, koreografirao i režirao mjuzikl koji neki smatraju njegovim najvećim postignućem:  Priču sa zapadne strane.
Priča sa zapadne strane je moderna verzija Romea i Julije, smještena u Hell's Kitchen. Mjuzikl je označio prvu Robbinsovu suradnju sa Stephenom Sondheimom, koji je napisao stihove. Dvojica su, zajedno s autorom knjige Arthurom Laurentsom i skladateljem Leonardom Bernsteinom, dobro radili zajedno, ne složivši se na manjim problemima kao što je onaj treba li glavna junakinja Maria umrijeti. Kako bi pomogao mladim glumcima da se užive u uloge, Robbins nije dopuštao onima koji igrali članove suparničke bande da se miješaju tijekom proba. U originalnog broadwayskoj produkciji nastupili su Carol Lawrence kao Maria, Larry Kert kao Tony i Chita Rivera kao Anita. Iako je zaradio dobre kritike, na dodjeli nagrada Tony ga je zasjenio The Music Man Meredith Willson. No, Priča sa zapadne strane je donijela Robbisnu Tonyja za koreografiju, a danas se smatra klasikom.

### Odbor za protuameričke aktivnosti
Početkom pedesetih je pozvan da svjedoči pred Odborom za protuameričke aktivnosti, osumnjičen kao simpatizer  komunista. Robbins je odao imena zajedno sa  Sterlingom Haydenom,  Burlom Ivesom,  Elijom Kazanom i  Lelom Rogers (majka Ginger Rogers). Budući da je surađivao s Odborom, Robbinsova karijera nije patila, a nije završio ni na crnoj listi. Robbins je odao više imena nego ijedan drugi svjedok.

### 1960-te
Robbins se 1962. okušao u običnoj drami, režiravši nekonvencionalno djelo Arthura Kopita, Oh Dad, Mama's Hung You in the Closet and I'm Feelin' So Sad. Produkcija se postavljala preko godinu dana na off-Broadwayu, a 1963. se kratko prikazivala i na samom Broadwayu.
Robbins je zadržao status "liječnika" problematičnih produkcija. Preuzeo je režiju dvaju produkcija tijekom ovog perioda i pomogao im da postignu veliki uspjeh. 1962. je spasio A Funny Thing Happened on the Way to the Forum (1962.), mjuzikl farsu sa Zero Mostel, Jackom Glifordom, Davidom Burnsom i Johnom Carradineom. Produkcija, s knjigom Burta Shevelovea i Larryja Gelbarta, i pjesma Stephena Sondheima, nije fuknkcionirala. Robbins je postavio sasvim novi uvodni broj koji je objasnio publici što slijedi, a komad je dalje išao sasvim glatko. 1964. je preuzeo posrnulu Funny Girl i promijenio predstavu koja je doživjela 1348 izvedbi. Mjuzikl je  Barbru Streisand promovirao u superzvijezdu.
Iste godine, Robbins je osvojio Tony nagrade za režiju i koreografiju za  Guslača na krovu (1964.). U mjuziklu je Zero Mostel nastupio kao Tevyve, a postavljan je 3242 puta, postavivši tako rekord kao najdugotrajniji broadwayski mjuzikl. Radnja, koja govori o Židovu koji živi u  Rusiji pred početak  20. stoljeća, temeljena je na pričama Sholoma Aleichema. Tematika je dopustila Robbinsu da se vrati svojim religijskim korijenima.

### 1970-te i 1980-te
Nikad ne napustivši balet, i u sedamdesetima je nastavio raditi na koreografijama i produkcijama za Joffrey Ballet i New York City Ballet.
Robbins je 1972. postao baletni majstor Njujorškog baleta, a u sljedećih deset godina je radio isključivo na klasičnom baletu, pauziravši samo radi ponovnog postavljanja Priče sa zapadne strane (1980.). 1981. je njegova družina Chamber Dance Company održala turneju u  Narodnoj Republici Kini.
U osamdesetima se češće pojavljivao na televiziji, a NBC je prikazivao Live From Studio 8H: An Evening of Jerome Robbins' Ballets s članovima Njujorškog baleta, a retrospektiva Robbinsove koreografije prikazana je 1986. na PBS-u, u emisiji Dance in America. Nakon toga je kreirao antologijski mjuzikl Jerome Robbins' Broadway, koji je 1989. oživio njegove najuspješnije produkcijske brojeve iz pedesetogodišnje karijere, za što je dobio petu nagradu Tony.

## Smrt
Nakon biciklističke nesreće 1990. i operacije srčanog zaliska 1994., 1996. je počeo pokazivati znakove Parkinsonove bolesti, a sluh mu se rapidno pogoršavao. Međutim, inzistirao je na postavljanju Les Noces za Gradski balet 1998. Bila je to posljednja stvar koju je učinio. Dva mjeseca poslije doživio je veliki srčani udar, a umro je u svom domu u New Yorku 29. srpnja 1998. Na večer njegove smrti, svjetla na Broadwayu su prigušena na trenutak u njegovu čast. U više od šezdeset godina koliko je bio aktivan u kazalištu, transformirao ga je.

## Poznatije nagrade
Na filmu je postavio svoje plesačke scene za Kralj i ja (1956.), a 1961. je podijelio Oscar za najboljeg redatelja s  Robertom Wiseom za Priču sa zapadne strane. Iste godine, Akademija filmskih umjetnosti i znanosti mu je dodijelila nagradu za njegova koreografska dostignuća na filmu. Krajem života 1998., ukupno je imao 5 nagrada Tony, 2 Oscara, nagradu Kennedyjeva centra, Nacionalni orden za umjetnost, Francuski orden časti, tri počasna doktorata i počasno članstvo u Američkoj akademiji i Institutu umjetnosti i književnosti.

## Vanjske poveznice
- Jerome Robbins u internetskoj bazi filmova IMDb-u (engl.)
- Jerome Robbins at the Internet Broadway Database